# Євлах
Євлах (азерб. Yevlax) — місто в Азербайджані. Адміністративний центр Євлахського району. Місто (до 1938 — селище) в Азербайджані. Пристань на річці Кура. Залізнична станція на лінії Тбілісі-Баку, від Євлаха збудовано залізницю на Агдам, вузол шосейних доріг. Населення — 68 тис. жителів (2010). 

## Економіка
У місті розміщені підприємства легкої та харчової промисловості .
У радянські часи в місті знаходились крупні бавовноочисний і тютюново-ферментаційний заводи, молочний завод, елеватор і комбікормовий завод .
Нині в місті є шкіропереробний завод «Gilan», текстильна фабрика, цегляний завод, бавовноочисний завод тощо, добре розвинена банківська сфера (майже всі провідні банки Азербайджану мають у місті філію), розвинена комунікаційна система, у місті є регіональне телебачення «EL TV».

## Історія
У 1880-х роках Євлах було закладено як станцію, й тривалий час серед населення він був відомий як вокзал. У офіційних документах і джерелах, що належать до початку XIX століття, згадується селище Євлах, що входило до складу Єлизаветпольської губернії, а у 1920 році – до складу Джаванширського округу.
Рішенням ЦВК Азербайджанської РСР від 20 лютого 1935 року було утворено Евлахський район.
1 лютого 1939 року на підставі рішення Верховної Ради Азербайджанської РСР в Євлаху було утворено Міську Раду, і йому було надано статус міста.
26 грудня 1962 року рішенням Х сесії Верховної Ради Азербайджанської РСР Євлахський район було ліквідовано, його територія увійшла до складу Агдашського, Бардинського і Гасим-Ісмаїлівського районів. Євлах перетворився на одне з промислових міст республіки.
Указом Президії Верховної Ради Азербайджанської РСР від 6 серпня 1965 року місто увійшло до складу міст, що підпорядковуються республіці. 

## Населення
| Рік                     | 1970 | 1991 | 2006 |
| Населення, тис. жителів | 29   | 47,3 | 54,2 |

В основному азербайджанці, але є й вайнахи.

## Міста-побратими
- Ташкент, Узбекистан
- Гент, Бельгія
- Олександрія (араб. الإسكندرية), Єгипет
- Берн, Швейцарія
- Трабзон, Туреччина
- Краснодар, Росія
- Осло, Норвегія

## Відомі уродженці й жителі
- Павло Флоренський — російський філософ, народився поблизу містечка Євлах Єлизаветпольської губернії